# Test čelične čaure (Koenen test)
Test čelične čaure (koji se još naziva i Koenen test) karakteriše ponašanje supstance (uglavnom eksploziva) kada je izložen termičkom stresu. Kriterijum je da se čelična čaura ispunjena materijalom uništi pod uticajem definisanog toplotnog opterećenja, koji simulira uslove koji bi mogli dovesti do eksplozije. Metodu ispitivanja je razvio H. Koenen , a dalje je razvio Savezni zavod za istraživanje i ispitivanje materijala (BAM). 

## Definicija i svrha testa
Koenen test je standardizovani bezbednosni postupak koji se koristi za procenu ponašanja određenih vrsta eksplozivnih materijala kada su izloženi visokim temperaturama i pritisku. Ovaj test je deo serije ispitivanja propisanih međunarodnim i nacionalnim regulativama za klasifikaciju i rukovanje opasnim materijalima, uključujući eksplozive.
Svrha Koenen testa je da simulira uslove koji bi mogli nastati tokom transporta ili skladištenja eksplozivnih materijala, kao što su povećanje temperature ili pritiska. Test pomaže u identifikaciji mogućnosti eksplozivnog raspadanja materijala, što je ključno za razvrstavanje materijala u odgovarajuće opasne klase i za primenu odgovarajućih mera bezbednosti.
Tokom testa, uzorak materijala se stavlja u čeličnu čauru sa određenim otvorima na vrhu, koji dozvoljavaju gasovima da se oslobode pod kontrolisanim uslovima. Čaura se zatim izlaže postepenom povećanju temperature dok se ne dostigne tačka kada materijal počinje da se raspada. Reakcija materijala na ovaj stres testira njegovu stabilnost i sposobnost da izdrži ekstremne uslove bez detonacije.
Rezultati Koenen testa su ključni za donošenje odluka o transportu, skladištenju i rukovanju opasnim materijalima. Na osnovu rezultata, eksplozivi se klasifikuju prema njihovoj sposobnosti da izazovu eksploziju ili požar pod određenim uslovima, što direktno utiče na mere predostrožnosti koje se moraju primeniti kako bi se osigurala bezbednost ljudi i imovine.

## Metoda ispitivanja
Osnovni princip metode ispitivanja zasniva se na činjenici da je supstanca koja se ispituje podvrgnuta termičkom naprezanju u čeličnoj čauri koja je zatvorena pločom mlaznice sa promenljivim otvorom mlaznice. Eksplozivno raspadanje ispitivane supstance mora biti toliko snažno da se čelična navlaka uništi uprkos prisustvu otvora za rasterećenje kao rezultat iznenadnog pritiska izazvanog oslobađanjem visokonaponskih gasova, uprkos prisutnom otvoru za oslobađanje. Supstanca uzorka se puni u besprekorno izvučenu, cilindričnu čeličnu čauru unutrašnjeg prečnika 24 mm ili spoljašnjeg prečnika 25 mm (tj. debljine zida od 0,5 mm) i visine 75 mm ubacuje se supstanca za ispitivanje do visine od 6 mm visine. Zatim se čelična čaura zatvara pločom mlaznice sa centralnom, kružnom rupom definisanog prečnika. Prečnik mlaznice može varirati od 1 mm do 20 mm. Prečnik mlaznice od 24 mm odgovara otvorenoj čeličnoj čauri. Termički stres nastaje zagrevanjem čelične čaure u komori za sagorevanje opremljenoj sa četiri Bunzenova gorionika, dostižući temperaturni opseg od 700—800 °C (1.292—1.472 °F; 973—1.073 K) u roku od jednog do dva minuta. Pozitivnim rezultatom u smislu eksplozije smatra se demontaža čaure na najmanje tri dela.
Koenen test se izvodi koristeći standardizovanu opremu i proceduru kako bi se osigurala konzistentnost i pouzdanost rezultata. Postupak testiranja uključuje sledeće korake:
- Priprema uzoraka: Materijal koji se testira mora biti pripremljen u skladu sa određenim specifikacijama. To obično uključuje usitnjavanje materijala na propisanu granulaciju i težinu uzorka. Uzorak se zatim stavlja unutar čelične čaure, koja je dizajnirana da izdrži visoke pritiske.

- Konfiguracija opreme: Čelična čaura ima kontrolisani otvor na vrhu, čija veličina može varirati u zavisnosti od standarda koji se primenjuje. Ovaj otvor omogućava oslobađanje gasova tokom testa, simulirajući uslove koji bi mogli nastati u slučaju pregrevanja materijala u stvarnim uslovima.
- Uslovi testiranja: Čaura se postavlja unutar peći ili drugog uređaja koji može kontrolisano povećavati temperaturu. Temperatura se postepeno povećava prema određenom rasporedu, obično na nivou koji se smatra kritičnim za materijal koji se testira. Pritisak unutar čaure se prati tokom testa.
- Merenje reakcije materijala: Tokom zagrevanja, posmatraju se i beleže promene u ponašanju materijala. To može uključivati promene u boji, proizvodnji dima ili gasova, i na kraju, ukoliko do toga dođe, eksploziju ili paljenje materijala. Merenje se vrši pomoću senzora pritiska i visokotemperaturnih kamera ili drugih uređaja za praćenje.
- Kriterijumi za ocenjivanje: Rezultati se ocenjuju prema tome da li je došlo do eksplozije, deflagracije (brzog sagorevanja) ili samo do izgaranja materijala. Na osnovu ovih rezultata, materijal se klasifikuje prema njegovoj reaktivnosti i potencijalnoj opasnosti.
- Bezbednosne mere: Zbog prirode testa, stroge bezbednosne mere moraju biti na mestu kako bi se osiguralo da osoblje i oprema budu zaštićeni u slučaju nekontrolisane eksplozije.

Ovde je važno napomenuti da se specifični uslovi i parametri testiranja mogu razlikovati u zavisnosti od primenjenih standarda, kao što su oni definisani od strane ISO, ASTM ili drugih relevantnih organizacija.

## Klasifikacije
U skladu sa Zakonom o eksplozivima i Uredbom (EC) br. 440/2008 Evropske komisije, primenjuje se mlaznica prečnika 2 mm, koje se ispituje da bi se utvrdilo da li se može klasifikovati kao eksplozivna materija prema odgovarajućim regulativama. Pored ispitivanja osetljivosti na trenje i udar, test čelične čaure predstavlja jedan od standardizovanih testova koje propisuju međunarodni i nacionalni zakoni o eksplozivima, uključujući i Zakon o eksplozivima. Test je opisan kao Test 1(b) u okviru serije Test 1, kao Test 2(b) u okviru Test Serije 2, kao i Test 3(b)(i) u okviru Test Serije 3 u šemama ispitivanja za klasifikaciju eksploziva klase 1. u smislu propisa o opasnim materijama.  Ovde se granični prečnik određuje variranjem prečnika mlaznice.
Test čelične čaure je deo standardnih procedura za klasifikaciju eksploziva prema međunarodnim preporukama Ujedinjenih nacija o transportu opasnih materija, kao i prema nacionalnim propisima koji regulišu rukovanje i transport eksploziva.

## Primeri
Supstance sa visokom termičkom osetljivošću i dalje proizvode eksploziju čak i sa velikim prečnikom rupe na ploči mlaznice. Primeri supstanci sa velikim graničnim prečnikom su nitroglicerin (24 mm).  dietil estar azodikarboksilne kiseline (20 mm),  metil nitrat (18 mm),  trinitrotoluen (5 mm)  i amonijum perhlorat (8 mm). 

## Literatura
- Verordnung (EG) Nr. 440/2008 der Kommission vom 30. Mai 2008 zur Festlegung von Prüfmethoden gemäß der Verordnung (EG) Nr. 1907/2006 des Europäischen Parlaments und des Rates zur Registrierung, Bewertung, Zulassung und Beschränkung chemischer Stoffe (REACH), Testmethode A.14 Explosionsgefahr.
- UN Recommendations on the Transport of Dangerous Goods, Manual of Tests and Criteria. ISBN 978-92-1-130394-0.. Seventh Revisited Edition 2019, United Nations Publication, New York / Geneva,  (pdf).
- Empfehlungen für die Beförderung gefährlicher Güter – Handbuch über Prüfungen und Kriterien. 6., überarbeitete Ausgabe, ST/SG/AC.10/11/Rev.6/Amend.1, Vereinte Nationen New York und Genf, 2017, Deutsche Übersetzung 2018 durch die BAM  (Downloadlink).
- DIN EN-13631-2 Explosivstoffe für zivile Zwecke – Sprengstoffe – Teil 2: Bestimmung der thermischen Stabilität von Explosivstoffen. Beuth Verlag.
- J.Köhler, R. Meyer, A. Homburg: Explosivstoffe. 2008. ISBN 978-3-527-32009-7.. Zehnte vollständig überarbeitete Auflage, Wiley-VCH Verlag GmbH & Co KGaA, Weinheim
- Thomas M. Klapötke: Chemistry of High-Energy Materials. стр. 149—153., 3. ISBN 978-3-11-043932-8.rd Edition, 2015 Walter de Gruyter GmbH, Berlin/Boston,